# 外西凡尼亞銀行
外西凡尼亞銀行（羅馬尼亞語：Banca Transilvania）是一家總部位於羅馬尼亞克盧日-納波卡的銀行機構。該銀行於1993年在克盧日-納波卡成立，資本金為20億列伊，其中79%是羅馬尼亞人，21%是外國人。
目前，外西凡尼亞銀行是羅馬尼亞資產規模最大的銀行，市場份額超過16%。其活動分為四個主要業務線：企業銀行業務、IMM、零售銀行業務和醫療部門。外西凡尼亞銀行擁有約176萬客戶、550個地點和7,000多名員工。自2013年6月以來，外西凡尼亞銀行的行政總裁一直是Ömer Tetik。
外西凡尼亞銀行是第一家在羅馬開設分行的羅馬尼亞銀行。

## 外西凡尼亞銀行金融集團
外西凡尼亞銀行金融集團成立於2003年，包括外西凡尼亞銀行、外西凡尼亞銀行資產管理、外西凡尼亞銀行管理、外西凡尼亞銀行租賃、外西凡尼亞銀行證券、保理公司、外西凡尼亞銀行菲諾普租賃和醫療信貸。外西凡尼亞銀行在集團其他部分擁有100%的股權或多數股權，均使用外西凡尼亞銀行標誌。
外西凡尼亞銀行資產管理管理集團活動。它成立於 2005 年，管理著BT Maxim、BT Classic和BT Invest 1封閉式投資基金，這些基金持有具有高增長潛力的羅馬尼亞公司的股份。2007 年，外西凡尼亞銀行資產管理是羅馬尼亞領先的共同基金，市場份額為15.3%，2008 年跌至第5位，市場份額為5.2%，資產為7730萬列伊。

## 贊助
截至2021年，它是羅馬尼亞國家男子籃球隊、SC克魯日-納波卡大學（男子籃球隊）和羅馬尼亞21歲以下國家足球隊的官方球衣贊助商。

## 外部連結
- Banca Transilvania （页面存档备份，存于）